# 한국의 교회사

북감리회
남감리회
북장로회
남장로회
캐나다 장로회
호주장로회1911년 기독교 각파 조선포교 구역도이다.

한국의 교회사는 한국의 역사와 문화 속에서 형성된 기독교 역사, 즉 교회사를 말한다. 한국교회사라고도 한다. 기독교의 교파중에 가장 먼저 한반도에 전래된 것은 로마 카톨릭(천주교)인데, 특이한 점은 최초의 선교가 선교사에 의한 것이 아니라 문서선교에 의해서 이루어진 점이다. 또한 교회와 조직이 먼저 생겨난 후 선교사 파송을 요청한 세계 기독교 역사상 유례없는 매우 특이한 이력을 가지고 있다.
중국을 거쳐 프랑스의 영향을 받은 조선 천주교는 전래 이래 극심한 탄압을 받으며 100여년 동안 많은 순교자가 발생했다. 이런 순교는 훗날 1880년대 중반에 미국 개신교가 한반도에 전래되고 뿌리내리는데 자양분이 되었다. 기독교에 대한 신앙의 자유는 조선이 외국과 개항을 하면서 이루어 졌다. 그러나 다수의 천주교 신자들이 포진해 있던 실학자들이 순교당하며 조선의 근대화는 제대로 진행되지 못하고 말았다. 일제강점기중 친일행보로 인해 광복후 천주교는 침제되었으나 1970년대 민주화 운동에 참여하며 이미지 쇄신이 이루어진 후 교세가 성장하였다.  
1880년 중반에 시작된 개신교 선교는 주로 미국 선교사들에 의해 교육과 의료활동으로 시작되었다. 그러나 제국열강들의 다툼과 조선조정의 무능함속에 혼란스러움이 겹치며 신앙이 아닌 정치활동으로 변질되는 양상을 띄었다. 이런 현상은 평양대부흥운동(1907) 이후 바로잡히며 교세가 성장하면서 독립운동으로도 연계되었다. 그러나 일제가 세력을 억누르려 신사참배를 강요하자 이에 일부 교회가 굴종하였고 이에 내분이 벌어지기도 했다.
광복이후 한국전쟁, 전후복구와 산업화가 진행되면서 도시 근로자와 서민들의 고난을 함께 하며 크게 부흥한 개신교였지만, 일면 그 부작용으로 교파가 분열되고 이단, 사이비 종교를 양산하는 등 많은 문제점을 표출하여 사회의 비판을 받기도 하였다. 전래초기 교육과 의료봉사로 선교사들이 들어와서 활동했으나 근래에 들어서는 해외에 선교사를 파송하여 교육과 의료봉사를 병행하는 정도로 안정된 모습을 한국개신교 교회가 보이고 있다.  
1960년대 말까지 백만 명 정도의 개신교인들이 있었다고 알려져 있지만 1980년대에 이르러 세계에서 가장 빠른 증가세를 보였다. 한국 리서치의 조사에 따르면 2022년 기준 한국 개신교 신자수는 국내 인구의 20%, 총 1,031만 8,532명이며 여기에 천주교인 10%를 합세하면 기독교 신자수는 전체 인구의 30%로 한국 내 종교인 인구 1위를 차지하고 있다.

## 가톨릭교회
로마 가톨릭교회는 조선시대에 천주교라는 이름으로 전파되었으며 모든 기독교 교파 중 가장 먼저 유입되었다. 천주교의 한반도 전래에 대한 최초의 시점에 대해서는 정확히 알 수 없어 이견이 있으나 천주교의 전래는 선교사에 의한 것이 아니라 문서선교로 먼저 이루어졌다. 또한 선교사의 미방문 국가에서 자생적으로 교회와 조직이 먼저 생겨난 후 선교사 파송을 요청하였는데, 이는 로마 카톨릭 사상 유례없는 일이었다.
전래초기에는 종교가 아니라 '서학(西學, 천주학)'이라 불리며 하나의 학문이나 사상 등 서양문물로 받아들여졌다. 점차 천주학이 종교로 받아들여지며 성리학적 지배원리의 한계성을 깨닫은 일부 진보적 사상가와, 부패하고 무기력한 지배체제에 반발한 민중을 중심으로 퍼져나가면서, 18세기 말 교세가 크게 확장되었다. 그러나 이런 흐름에도 불구하고 문화적 이질감이 컸으며 제사불허라는 교리는 불효불충(不孝不忠)의 사교(邪敎)라는 이미지를 심어주었고, 정치권력자들이 정적제거의 희생양이 필요할 때마다 탄압의 빌미를 제공했다. 
결국, 신해박해(1791)부터 병인박해(1866)까지 이어진 탄압으로 약 100 여년간 엄청난 순교자가 발생했다. 천주교 박해를 통해 실학을 중시했던 남인의 대량 숙청은 조선의 근대화를 퇴보시켰고, 붕당정치가 무너진 자리에 세도정치가 자리잡았다. 이후 쇄국으로 이어지며 근대화를 이루지 못하게 되면서, 결국 20세기초에 일제강점기라는 한국 현대사의 치욕을 맛보게 만든 원인중에 하나를 제공했다는 분석도 있다. 천주교와 개신교의 신앙의 자유와 종교로서 공인은 조미수호통상조약(1882)과 한불수호통상조약(1886) 둥 서양과 개항이후 조선조정의 묵인 또는 간접적 허용을 통해 이루어졌는데, 이는 천주교가 본격적으로 선교활동이 시작된지 약 100년만에 일이었다.
이 시기에 개국과 함께 미국 선교사를 통해 들어온 개신교는 별 다른 박해 없이 교육과 의료봉사를 병행하며 선교 활동을 했으며, 1907년 평양 대부흥을 기점으로 천주교의 교세를  뛰어넘기도 했다. 이에 반해 가톨릭은 일제강점기중 친일행보를 보인 탓에 해방 정국을 거치며 교세의 악화를 면치 못하다가, 1970년대의 민주화 운동 참여로 사회적 명성을 얻은 후 교세가 성장했다.

## 정교회
1900년에 흐리산프 쉐트코프스키 신부로부터 정교회 선교가 시작되었다.

## 개신교

### 성경의 전래
처음으로 개신교 성경이 조선에 전달된 시기는 1816년 9월 5일이다. 이날 서해안 군산만 마량진에 영국 군함 2척(올체스트 호와 라이라 호)이 나타났는데, 마량진 첨사(僉使) 조대복이 영국 군함에 승선하여 소통을 시도하며 그들로부터 여러 선물을 받은 적이 있다. 이때 조대복이 받은 선물 중에 성경책이 들어 있었고 이것이 조선인으로서는 처음으로 개신교 성경을 전래받는 사건이 되었다. 선물을 가지고 돌아온 조대복은 영국인들이 원하는 식량과 식수를 공급해준 후 이런 사실을 조정에 알렸다.

### 최초의 선교사 방문

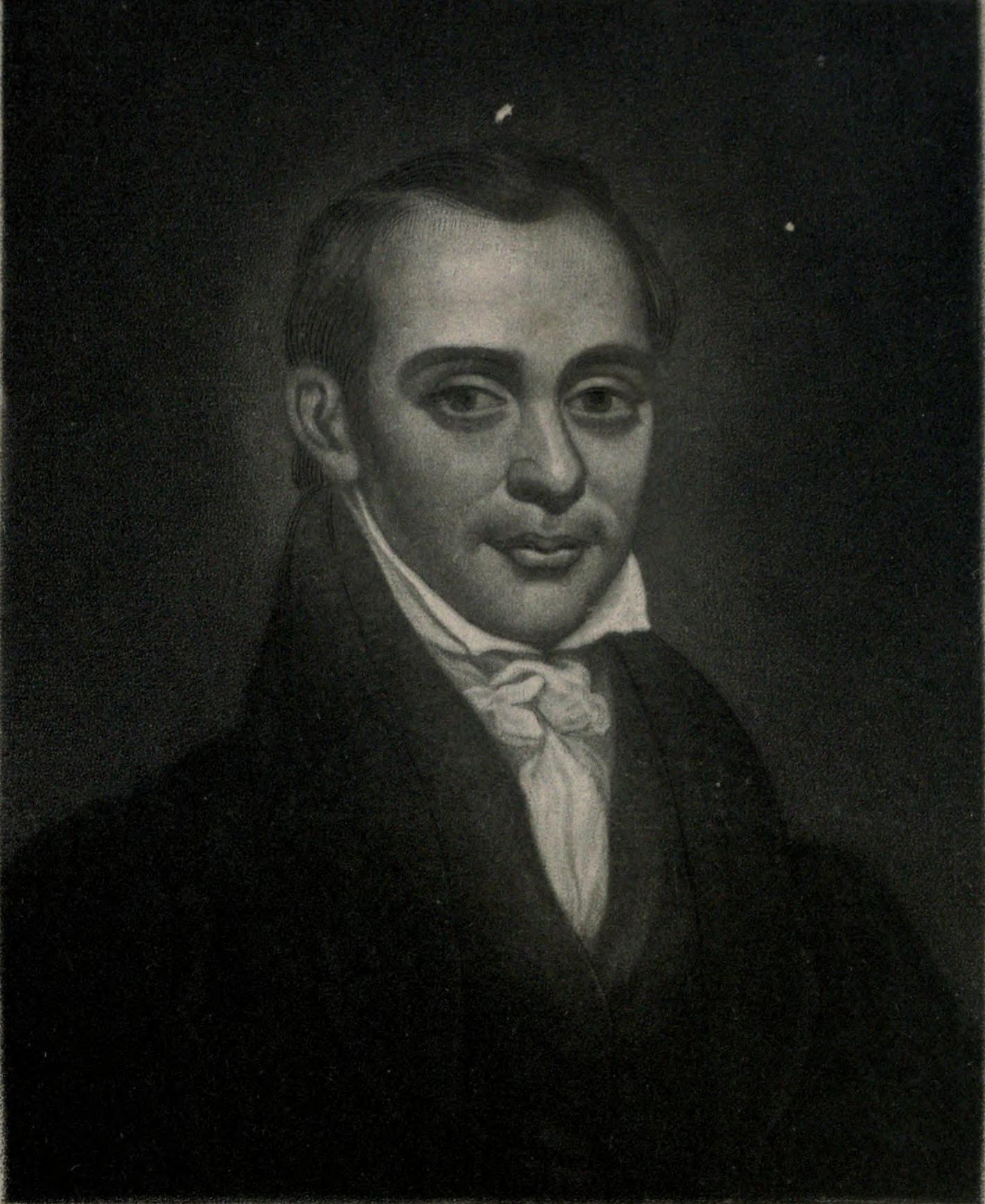
카를 귀츨라프 (1803~1851)

한반도에 처음으로 개신교 선교사가 방문한 시기는 1832년 7월 22일이다. 영국 상선 로드 애머스트 호를 타고 독일출신의 카를 귀츨라프(Karl Gutzlaff) 목사가 충남 보령시 오천면 고대도에 상륙하였다. 그는 홍주 목사(洪州牧使) 이민회(李敏會)와 수군 우후(水軍虞候) 김형수(金瑩綬)와 한문으로 필담을 나누었다. 또한, 주민들에게 한문성경과 전도문서와 서적 및 약품을 나눠주었고, 감자와 포도주 재배법을 가르쳐 주었다. 감자와 포도 재배법을 한문으로 적어 나누어주었고, 주기도문을 한글로 번역하여 가르쳐 주었고, 한글 자모를 받아 적은 다음 귀국후 한글이라는 문자의 존재를 유럽에 알리기도 했다.
조선 조정에 선교와 통상에 대한 허락을 요청했으나 거절 당하자 한달도 못되는 짧은 체류기간을 뒤로하고 일본으로 떠났다. 그의 방문은 선교의 가능성을 탐문하기 위하여 개인자격으로 온 것으로 타고온 상선의 통역이자 선목이었다. 고대도에는 2005년에 귀츨라프 기념교회가 건립되어 있으며, 교회건물 2층에 있는 귀츨라프 기념실에는 각종 자료를 전시하고 있다.  2014년 3월에는 귀츨라프 학회도 창설되어 그를 기리고 있다.

### 첫 선교사 순교

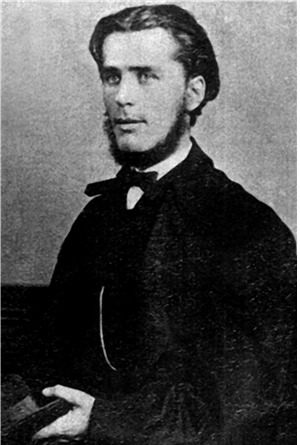
로버트 저메인 토마스

개신교 선교사로서 처음으로 순교자가 발생한 시기는 1866년 9월이다. 런던 선교회 소속의 로버트 저메인 토머스 선교사가 제너럴 셔먼호를 타고 내한했다가 짧은 선교일정을 마친후 제너럴셔먼호 사건에 엮기며 순교하고 말았다. 그는 조선 선교에 대단한 열정을 품고 있었던 선교사였다. 첫 선교지였던 중국에 도착한 후 동행했던 부인이 사망하자 크게 낙심하여 한때 사직하고 세관에서 근무하기도 했으나 다시 선교사의 사명을 다하고자 했다
1866년에 제너럴 셔먼호를 타고 내한한 것은 그의 두번째 방한이었다. 한 해전인 1865년 가을에 밀입국하여 성경배포, 선교 그리고 천주교인들과 접촉하며 한국어를 배우기도 했다. 타고 온 선박이 폭풍우에 휩쓸려 표류하면서 방한 두 달반만에 중국으로 돌아갈 수 밖에 없었지만 그의 조선 선교에 대한 열정은 식을 줄 몰랐다. 특히 1866년 초에 조선에서 병인박해라는 천주교인 박해 소식을 접했음에도 불구하고 선교를 하기 위해 조선에 다시 갈 기회를 잡으려 노력했다. 수소문 끝에 제너럴셔먼호가 통상시도를 위해 조선으로 항해한다는 사실을 알아내고 통역사로 승선을 했다.
제너럴셔먼호의 통상요구는 조선정부에서 거부당했다. 그러나 제너럴셔먼호는 이를 무시하고 대동강을 거슬러 올라가며 무력시위를 하며 통상을 요구하다가 조선군의 화공전에 휘말려 격침되고 말았다. 이때 토마스 선교사는 물로 뛰어든 후 강가로 나왔으나 성난 평양 관민들의 휘두른 칼에 찔려 순교하고 말았다. 일설에 의하면 순교 직전에 조선인들에게 한문성경책을 나누어주었고 이 성경을 읽은 이들 중에 개종한 이들이 많았다고 한다.

### 선교의 자유

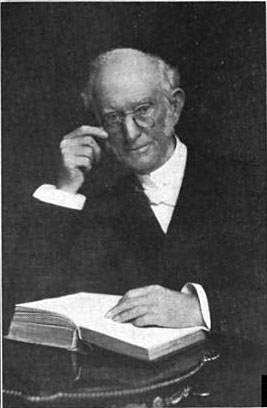
로버트 새뮤얼 매클레이

1884년에는 미국 감리교 선교사 매클레이가 고종으로부터 조선에서의 선교회사업(교육과 의료)에 대한 허락을 받아내었다. 공식적으로 선교를 허용한 것은 아니기에 선교의 자유가 보장된 것은 아니지만 선교회 사업의 일환으로 병원과 학교의 설립과 운영을 허가함으로 간접적, 부분적으로 선교를 허락한 것이였다. 이로써 최소한 개신교 선교사들이 합법적으로 입국할 수 있는 길이 열렸다. 
선교회 사업의 합법화란 미국 감리교단의 노력과 후원이 있었기 때문에 가능했다. 조미(朝美)간 수교후 조선의 사절단이 1883년에 미국에 파견되였는데, 이때 미국 감리교회 해외선교부가 사절단과 교류하며 조선 선교에 대해 긍정적인 평가를 하게 되었다. 또한 일본 체류중에 개종한 조선 관리 이수정이 1883년 후반기에 공개서한을 보내 조선에 선교사 파송을 미국에 요청하는 일이 있었다. 이 공개서한이 선교잡지에 실리자 각지에서 많은 선교 헌금이 접수되었다.
이에 미국 감리교 선교부는 일본에서 활동하는 매클레이 선교사에게 한국의 실정을 살펴볼 것을 요청했고, 매클레이는 1884년 6월 개신교 성직자로서는 처음으로 합법적인 절차를 밟아 내한하였다. 이후 같은해 7월 3일에 과거에 친분이 있었던 도승지 김옥균을 통하여 선교회 사업에 관하여 허락을 얻어내는데 성공했던 것이다. 실질적인 선교나 종교의 자유는 교민조약(1899), 교민화의약정(1901), 선교약조(1904)가 체결된 후에야 가능해졌다.

### 선교사들의 입국
1884년 4월 개신교 선교사로는 최초로 장로교 소속의 존 헤론(John W. Heron)이 조선 선교사로 임명을 받았다. 그러나 아직 조선 정국이 안정되지 못하다는 판단에 따라 일정이 지연되다가 다른 선교사들 보다 늦은 1885년 6월 조선에 입국하였다. 개신교 선교사로서 최초로 합법적인 절차에 따라 조선에 입국한 선교사는 장로교 소속 알렌(Allen)으로 그는 1884년 9월에 입국하였다. 갑신정변때 민영익을 치료하며 고종의 신임을 얻은 알렌은 제중원 설립을 주도한 후 초대원장이 되어 의료 선교를 펼치며 서양의술도 가르쳤다.
기독청년회(YMCA)를 조직하는 등 선교에 헌신적이었던 장로교 소속 언더우드 선교사는 1885년 4월 2일에 입국하였다. 일본을 경유하였는데 일본에 잠시 체류하며 이수정이 번역한 한글 성경을 입수했고 한국어도 배웠다. 비슷한 시기에 입국한 감리교 소속 아펜젤러는 배재학당을 건립하는 등 교육분야에서 활발히 선교활동을 했다. 같은해 스크랜튼 모자가 선교사 자격으로 입국하는 등 이후 많은 선교사들이 들어왔다. 이들은 학교, 병원, 교회를 건립하여 선교, 의료, 교육사업을 펼치며 근대화에 이바지했다.

### 한국인 목사 배출
한국인 최초의 개신교 목사는 감리교 소속 김창식과 김기범이다. 이들은 1900년 감리교의 지방회에서 개설한 신학회에서 신학교육 과정을 이수한 뒤 스크랜턴이 설립한 상동교회에서 1901년 5월 14일 H.무어 감독으로부터 목사 안수를 받았다. 김창식은 전국에 48개의 교회를 세우는 등 활발한 사역활동으로 ‘한국의 사도바울’이라는 별칭을 가지고 있으며, 김기범은 1893년부터는 인천지역에서 전도사로 일했고, 안수를 받은 후에는 순회목사로 활동하다가 아펜젤러가 설립한 인천 내리교회의 담임목사로 시무했다. 침례교에서는 신명균이 1905년 첫 목사 안수를 받았다.
장로교에서는 1907년 9월 17일 길선주, 방기창, 서경조, 송인서, 양전백, 이기풍, 한석진이 처음으로 목사 안수를 받았다. 이들 7명 모두는 모펫 선교사 설립한 5년제 조선예수교장로회신학교의 제1회 졸업생이었다. 이들 중 길선주 목사의 활동이 두드러지는데, 그는 평양대부흥운동을 주도한 사역자중에 한 사람이었으며, 새벽기도라는 한국 개신교만의 독특한 문화가 정착하는데 크게 이바지했다. 뿐만아니라 40년 목회활동을 통해 2만여 회에 걸쳐 설교했고, 연 380만여 명에게 복음을 전해 7만여 명의 개종자를 얻었으며, 60여 곳에 교회를 설립하고, 3천여 명에게 세례를 베푼 것으로 알려져 있다.
한국에서 최초로 여자목사 제도를 인정한 교단은 감리교회로, 1931년 헌법 「교리와 장정」에 이를 명기한 후, 같은해 다수의 미국 여선교사들이 양주삼 목사로부터 안수를 받았다. 첫 한국인 여성목사는 감리교 소속 전밀라, 명화용이 1955년 4월 8일 정동제일교회에서 안수를 받으면서 탄생했다. 한국기독교장로회에서는 1977년 처음으로 여성목사를 배출했으며, 대한예수교장로회(통합)에서는 1995년부터 여자목사 제도를 시행하고 있다.

### 세례교인 배출
한국 최초로 국내에서 개신교 세례를 받은 기독교인은 노춘경(盧春京)으로 알려져 있다. 1886년 7월 18일 존 헤론 선교사의 집에서 언더우드 선교사의 집례로 세례를 받았다. 최초로 세례를 받은 사람은 이승훈(1784)이지만 천주교인 이였고 세례를 받은 장소는 국내가 아니고 중국 베이징이었다. 또한, 1876년 백홍준, 이응찬, 이성하, 김진기 등이 스코틀랜드 선교사로 부터 세례를 받은 적이 있으나 이 또한 국외 지역인 만주땅이었다. 1883년에 이수정도 세례를 받고 개신교인이 되었으나 일본에서 받은 것이었다.
선교와 신앙의 자유가 없었던 시절이라 세례받은 사실이 관아에 발고되면 목숨을 부지하지 어렵고 세례를 준 선교사 조차 어떤 처벌을 받을지 모르는 일이었다. 만일을 대비해 호머 헐버트 선교사가 방문쪽을 가로막아 지키는 상황하에 노춘경이나 언더우드나 목숨을 걸고 세례식을 진행하였다. 이후 조선인 세례교인은 국내외에서 조심스럽게 증가하였다.

### 장로 배출
백홍준은 한국 최초의 개신교 장로이자, 최초의 평신도 출신 순교자다. 1887년 언더우드가 서울 정동의 자기 집에서 14명의 신자와 함께 진행한 새문안교회 창립 예배때 서상륜과 함께 장로로 추대되었다. 이후 백홍준은 언더우드와 함께 1889년에 만주로 건너갔으며 그때에 교인 33명에게 세례를 받도록 주선했다. 이후 모펫(S A Moffett)과 J.게일 선교사 등의 안내자가 되어 국내에서 순회전도집회를 주선하였다. 1892년에 불온서적(성경)을 간행하고 불법집회 주선 혐의로 체포되어 고문을 받다가 다음해에 옥사함으로 한국 개신교 최초의 평신도 출신 순교자가 되었다. 한편 서상륜은 개신교 선교사가 내한하기도 전인 1883년에 황해도에 소래교회를 설립했으며, 성경번역과 전도 등 왕성한 선교활동을 벌여 한국의 베드로라는 평가를 받기도 했다. 

### 성경 번역
조선 천주교는 성경번역에 소극적이었다. 그러나 개신교는 선교사들이 입국하기도 전에 한글 쪽복음서를 출판하여 전도에 이용하고 있었다. 이런 것이 가능했던 이유는 스코틀랜드 출신 중국 선교사 존 로스와 매킨타이어가 만주에서 백홍준, 서상륜 등에게 한글을 배우면서 동시에 이들과 함께 번역작업을 하였고, 1882년에 누가복음으로 시작하여 지속적으로 쪽복음서를 발간했기 때문이다. 1887년에는 신약 전권이 완역, 출간되었다. 
또한 일본에 체류중이던 이수정도 마가복음을 번역하여 1885년 2월에 출간하기도 했다. 존 로스나 이수정의 번역본은 외래 선교사들의 초기 선교나 한국어 공부에 큰 도움되었다. 좀 더 체계적인 번역작업은 1887년 언더우드 등 선교사들이 성서변역위원회를 구성하여 진행되었고 1910년에 신구약을 완역하여 다음해에 출판하였다. 훗날 1937년에 전면개정판이 나오고 점차 좀 더 양질의 번역서가 발간되었다.

### 감리교회
미국 북감리회 매클레이 선교사가 내한하여 1884년 7월에 의료선교와 교육사업에 대해 고종의 윤허 받은 것을 기원으로, 이듬해 중순에 스크랜튼, 아펜젤러 등의 선교사가 내한하였다. 이들은 시병원(施病院), 배재학당, 이화학당을 세워 의료선교와 교육사업을 했고, 아펜젤러가 정동제일교회(1885)를, 스크랜든은 상동교회(1888)를 설립하여 선교사업도 시작하였다. 1887년 7월 배재학당 학생 박중상이 첫 감리교 세례교인이 되었고, 이후 선교와 신학교육에 진력한바 1901년에 개신교 사상 최초로 한국인 목사를 배출하기에 이르렀다.
미국 남감리회는 윤치호의 청원을 받아들여 1896년에 선교사 리드(Reid)를 파송하였고 이듬해인 1897년 6월 광희문교회를 설립하며 본격적으로 선교활동을 시작하였다. 남감리회 선교사 하디(Hardie)로 부터 시작된 1903년의 원산부흥운동은 1907년 평양 대부흥운동을 거쳐 1909년 백만명구령운동으로 연결되며 초교파적인 부흥의 결과를 이끌어내기도 했다. 아울러 북감리회와 남감리회는 처음부터 선교사업을 상호협력하여 추진하였다. 그 결과 두 선교부는 1930년 12월 기독교조선감리회를 창립하여 통합되었다.
그러나 일제가 종교탄압 정책을 펼치며 신사참배를 강요하자 일부 교회 지도자들이 회유와 위협에 굴복하여 신사참배를 수용하는 과오를 범하기도 하였다. 또한 점차 강력해지는 일제의 억압 하에 한국 감리교회는 1945년에 ‘일본기독교조선교단’에 흡수되고 말았다. 광복후에 기독교대한감리회 단일 총회로 재건되었다가 1960년대와 1970년대 내부 갈등으로 두 차례 교단이 분열되기도 했다. 그러나 곧 수습되었고, 현재까지 단일 교단으로 활발한 선교사역을 이어 가고 있다. 

### 장로교회
1874년 스코틀랜드 장로교 출신 선교사 존 로스가 중국 만주에서 조선인들을 상대로 선교했던 것이 장로교가 한반도에 유입된 기원으로 알려져 있다. 1876년에 첫 세례 교인들이 탄생하였고 존 로스는 이들과 함께 한글성경 번역작업을 진행했다. 이때 존 로스를 도왔던 서상륜, 서경조 등은 1883년 5월 16일 황해도 대구면 송천리에 조선 최초의 교회인 소래교회를 설립하였다. 즉 외래 선교사가 조선에서 선교를 시작하기 전에 이미 조선인들 스스로 교회를 세운 것이다.
1885년 미국 북장로회 소속의 호러스 그랜트 언더우드 목사가 선교를 시작한 이래로 남장로회, 캐나다 장로교회, 호주 장로교회 등 여러 교단의 서양인 선교사가 조선에 들어왔다. 1907년 한국 최초의 노회인 조선예수교장로회 노회가 창설되었으며, 1912년 조선예수교장로회 총회를 결성하면서부터 독립된 교회로 활동하기 시작하였다. 그러나, 조선예수교장로회 총회는 일제강점기에 신사 참배 문제로 조선총독부와 마찰을 보이다가, 제27차 총회(1938년)에서 공식적으로 신사참배를 가결하면서 변질되기 시작하였다. 
1943년에는 일본기독교조선장로교단으로 일본 장로교 산하로 통합되며 해산한 이후, 1945년에는 일본기독교조선교단이라는 통합 기독교 교단에 흡수되었다. 1945년 일제 패망 후 장로교회 재건에 대한 논의가 지속된 이래, 남북 분단의 상황에서 남측의 장로교 교인들만으로 1947년 총회를 다시 시작하였고, 1949년에 대한예수교장로회로 명칭을 변경했다.
1952년 고려신학교를 중심으로 한 신사참배 저항 목회자들이 총회에서 제명당한 것을 계기로 대한예수교장로회(고신)이 출범하였고, 1953년에는 성서비평학을 받아들이는 진보적 장로교 계열이 한국기독교장로회와 조선신학교(한신대학교)를 조직하여 분열해 나갔다. 1959년 세계 교회 협의회 가입을 둘러싼 의견 대립으로 대한예수교장로회(통합)과 대한예수교장로회(합동)으로 갈라졌다. 이후 1961년 김치선 목사를 중심으로 하는 대한예수교장로회(대신)이 분립했다. 
1974년 제24회 대한예수교장로회(고신)총회에서 신자간에 일반 법원에서의 고소가 가능하다고 가결한데서 빚어진 교리의 신학적인 변질과 교회행정 문제에 항의한 것이 문제가 되어 고신측 총회에서 분리되어 나온 반고소 고려파가 대한예수교장로회(고려)총회를 세워 나간 뒤로 대한민국에서 대한예수교장로회라는 이름을 사용하는 교단은 170여 개에 이른다. 2000년대 이후, <스코틀랜드 장로교 전통>의 역사적 계승을 선언한 한국예수교장로회가 새로이 2012년 1월에 출범했다. 

### 루터교회
1832년 조선에서 약 25일간 머물렀던 독일 루터교의 카를 귀츨라프가 기록이 남아있는 최초의 서양인 개신교 선교사로 알려져있다. 그러나 이는 개인적인 방문이었으며 루터교 교단 차원의 선교는 1958년 루터교회 미주리시노드에서 선교사를 파송하여 처음 시작되었다.

### 성공회
1890년 잉글랜드 성공회의 찰스 존 코프(한국이름 고요한) 주교가 3대주교가 될 마크 트롤로프(조마가)사제와 미국 펜실베이니아 출신 의사로서 현재 대한성공회 내동교회 터에 성 루가교회(낙선시 병원, 선을 베푸는 병원)을 지어 의료선교를 한 랜디스(한국이름 남득시)와 함께 부산항으로 입국하였다. 대한성공회 선교 130주년을 기억하는 《성공회신문》2020년 9월 28일자 1면에 의하면, 1889년 11월에 주교서품을 캔터베리 대주교로부터 받은 고요한 주교는 "임금이 없으므로 내핍생활을 해야 하며, 다른 성직자들과 공동체 생활을 해야 한다"라고 선교사 모집공고를 내었지만, 지원자가 없자 직접 지원자를 찾았다. 이에 호응한 이들이 조마가 주교와 남득시 선생이었다. 그날 존 코프 주교는 영국 세관원의 아들에게 세례를 주었다.첫 성공회 성당은 현재 인천 중구 내동 3번지 언덕에 있는 성공회 내동성당이며,서울 정동 1번지에 현재는 대한성공회 서울주교좌대성당로 활동하는 교회를 세우며 성공회는 한국에 뿌리내리기 시작했다. 잉글랜드 성공회 선교사들의 선교활동이 7년째인 1897년에 김희준(마가,?-1946년)과 김군명(요한)이 성공회에서 처음으로 세례를 받았다.
존 코프 주교의 기록에 따르면, 존 코프 주교는 1890년 조선에 입국하기전부터, 조선사람들이 빈곤과 질병으로 고통함을 알고는, 숙련된 의사와 간호사들이 환자들을 돌보도록 하는 의료선교를 생각하였다. 조선선교를 위한 기금을 마련하기 위해, 영국 순방 당시 많은 교우들이 자금을 기부했다고 한다. 미국인 랜디스(한국이름 남득시)가 존 코프 주교의 뜻을 존중하여, 성공회 내동교회에서 의료선교를 했다. 가마, 온돌을 사용하는 등 한국사람들의 전통을 존중했다고 알려져 있다.
이 영향으로 대한성공회는 1993년 관구 설정이 이뤄질때까지 잉글랜드 성공회 산하 교구로 활동하였고, 1965년 이전에는 잉글랜드 성공회 조선교구로 활동하였다.

## 같이 보기
- 한국의 기독교
- 조선의 천주교 박해